# Heinrich Tenhumberg
Heinrich Tenhumberg fut l'évêque catholique de Münster de 1969 à 1979. 

## Biographie
Il naquit le 4 juin 1915 dans le hameau de Lünten, près de Vreden, petite ville allemande près de la frontière avec les Pays-Bas. Il était l'aîné d'une famille paysanne et pieuse de six enfants. Il envisage très vite la vocation sacerdotale.
Il fut ordonné au sacerdoce en 1939 par le bienheureux évêque de Münster Clemens August von Gallen. En 1947, il devint vicaire à la cathédrale Saint-Paul de Münster. Il s'occupa de la Coordination pour l'Apostolat des Laïcs et de la Jeunesse Rurale Catholique.
Il fut nommé évêque titulaire de Thuburnica (de), ancien diocèse situé en Afrique du Nord, et vicaire épiscopal de Münster auprès de Mgr Michael Keller. Sa devise fut « Omnia Christo regi sub matris tutela. », c'est-à-dire « Christ, le roi de toute chose sous la protection de la mère ». Il commença par visiter les paroisses de son diocèse. Il confirma des milliers d'enfants et d'adolescents. 
De 1962 à 1965, il participa en tant qu'évêque au Concile Vatican II. Il exerça une influence notable sur le décret Apostolicam Actuositatem traitant de l'apostolat des laïcs.
En 1966, il devint président du Katholisches Büro qui est un instrument de l'Église catholique romaine pour le dialogue avec l’État allemand.
Heinrich Tenhumberg était un prêtre du mouvement de Schoenstatt[réf. nécessaire][Quand ?].
Il s'occupa également de la pastorale de la jeunesse.
Il meurt le 16 septembre 1979.